# Japońskie Powietrzne Siły Samoobrony
Powietrzne Siły Samoobrony (jap. 航空自衛隊 Kōkū Jieitai; ang. Japan Air Self-Defense Force, JASDF) – część Japońskich Sił Samoobrony, utworzonych w 1954 r., odpowiedzialnych za obronę przestrzeni powietrznej kraju oraz inne operacje jak m.in.: patrolowanie obszaru wokół archipelagu, utrzymywanie szerokiej sieci instalacji naziemnego i powietrznego systemu wczesnego ostrzegania. 

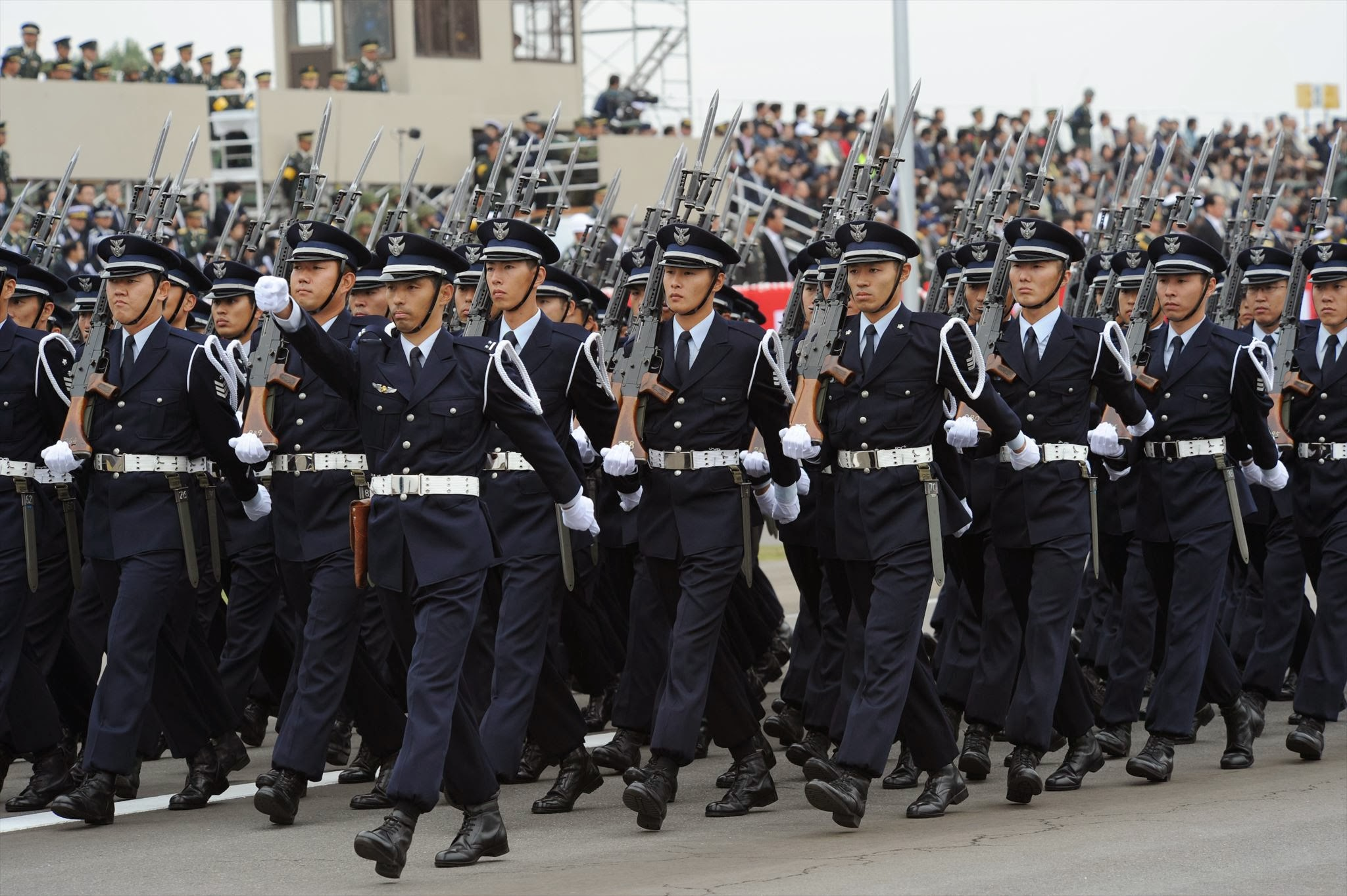
Żołnierze JASDF podczas parady wojskowej

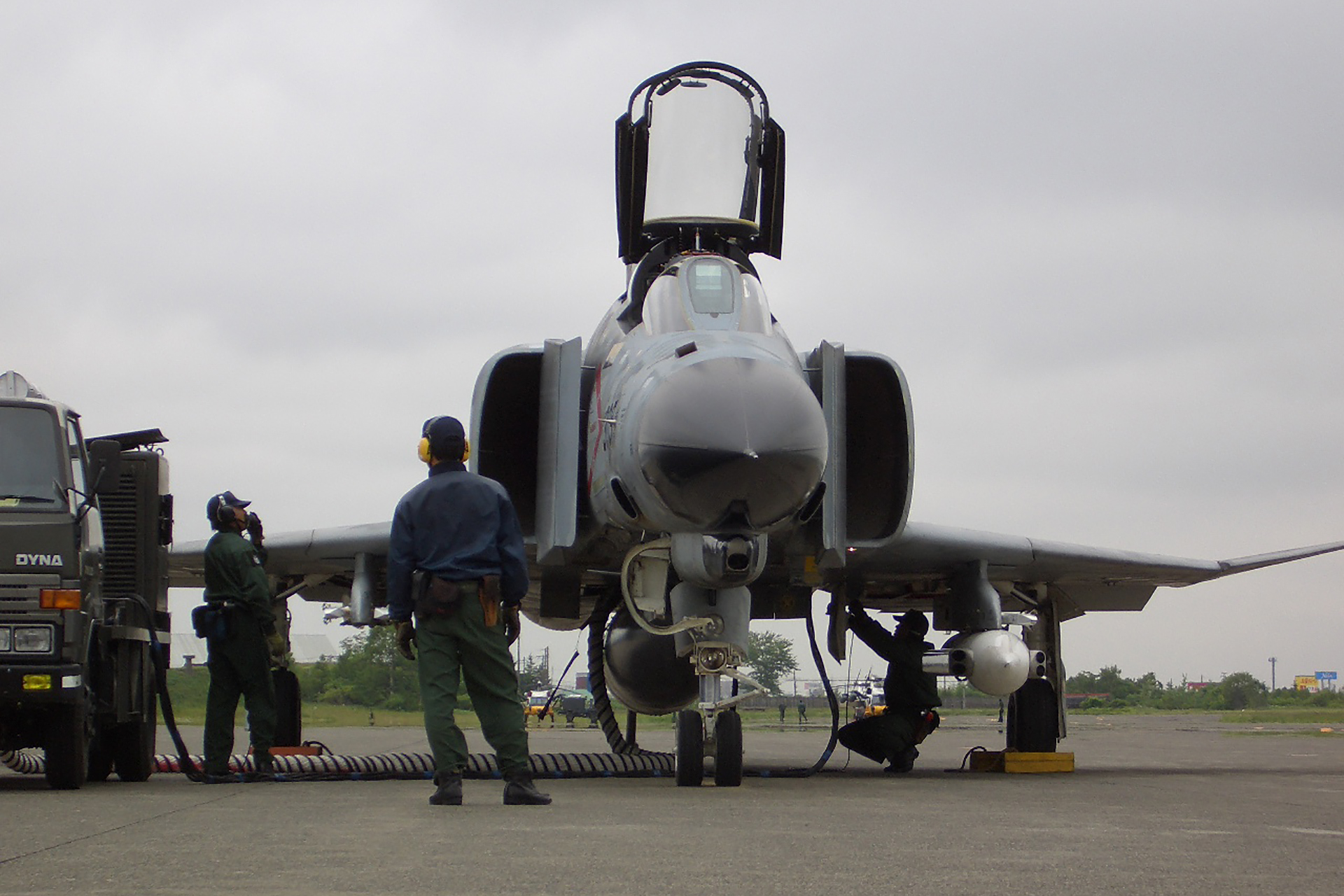
Personel naziemny podczas przygotowań do startu samolotu F-4 Kai

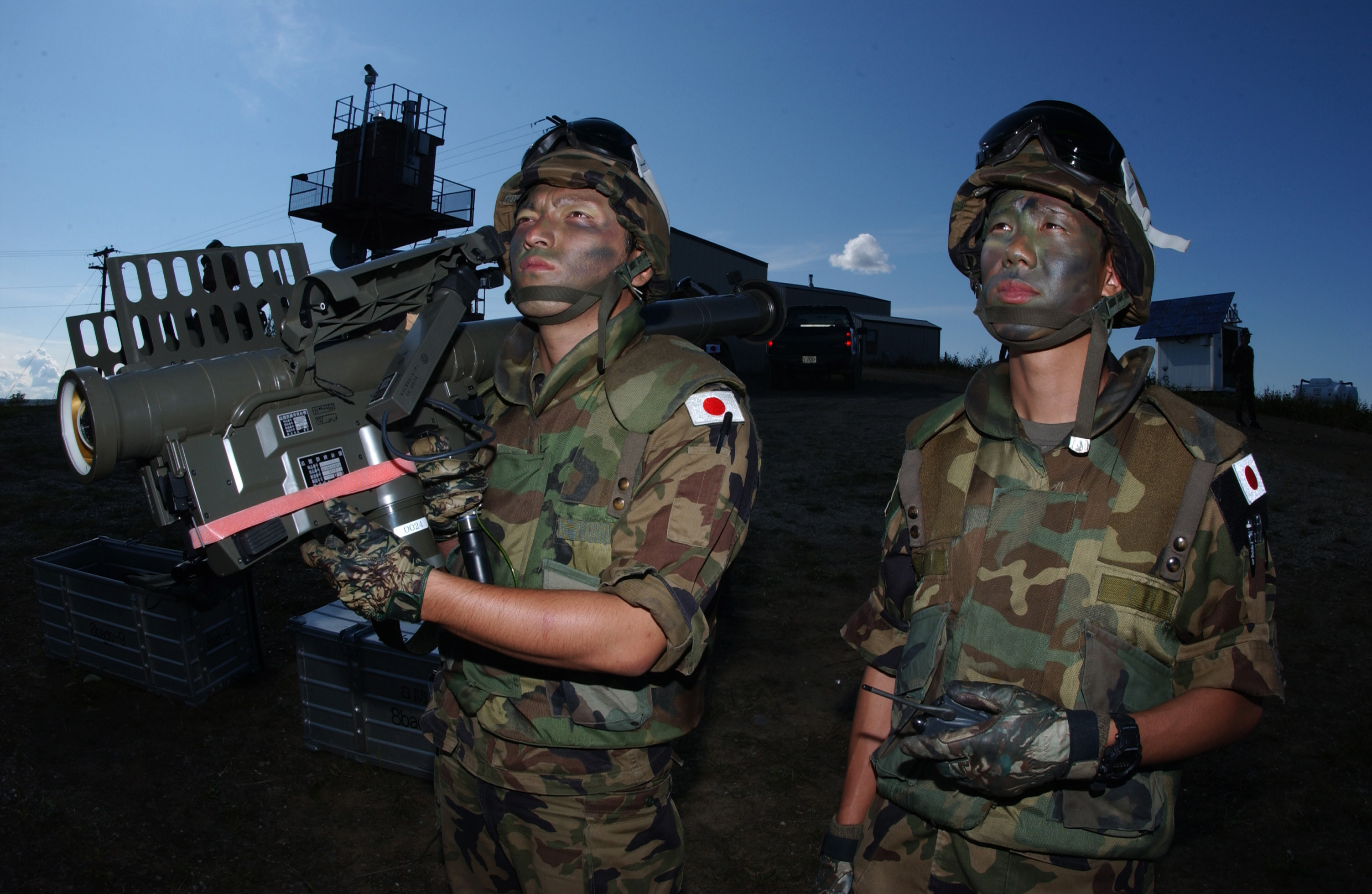
Żołnierze JASDF z przenośnym przeciwlotniczym zestawem rakietowym

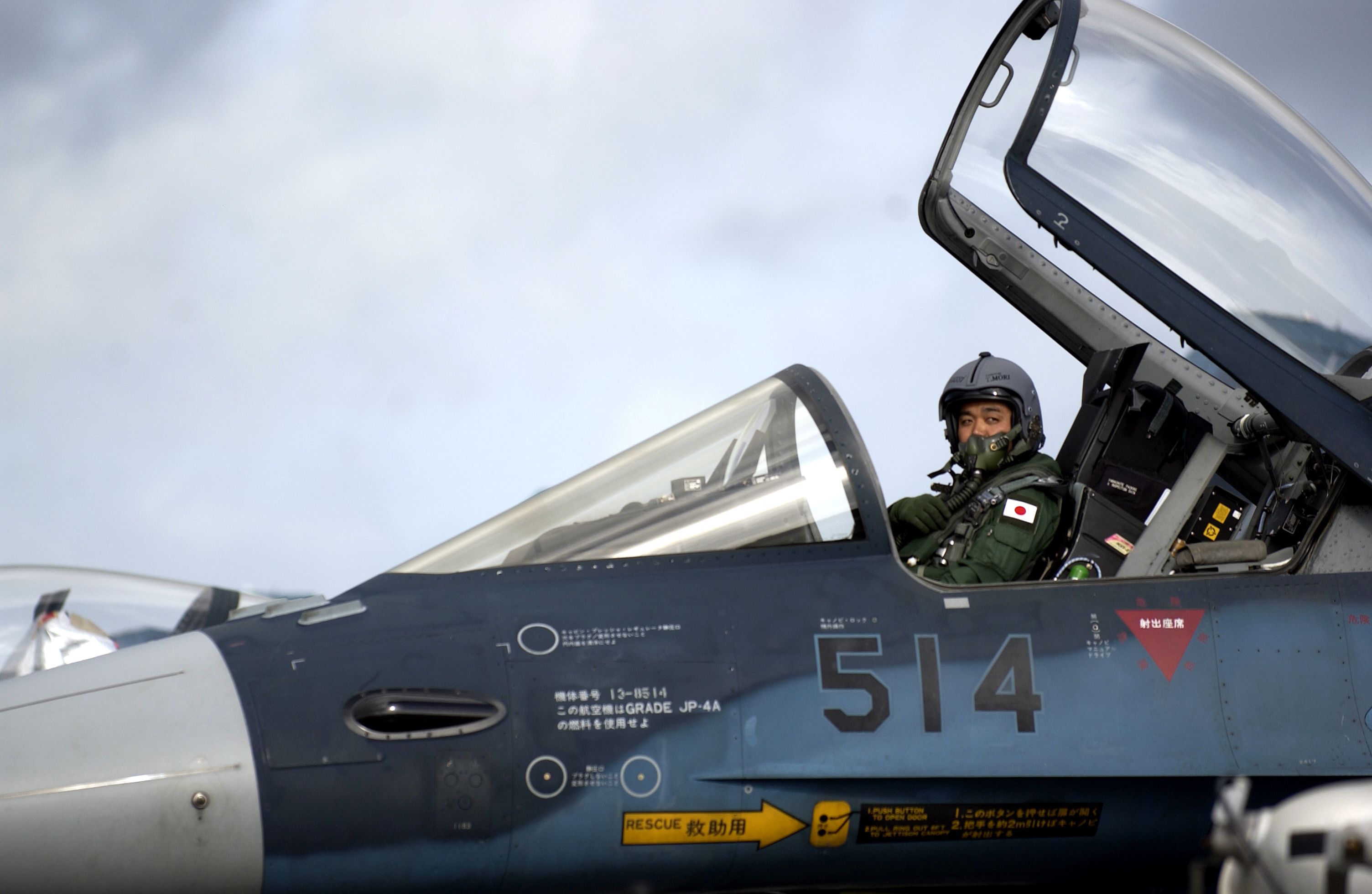
Pilot myśliwca F-2A

Siły Powietrzne posiadają własny zespół akrobacji lotniczej – Blue Impulse (jap. ブルーインパルス Burū Inparusu), który był wykorzystywany w celach transportowych w misjach pokojowych ONZ.
W 2014 roku Japońskie Siły Powietrzne posiadały około 350 samolotów myśliwskich zgrupowanych w ośmiu dywizjonach myśliwskich. Dowództwo sił powietrznych mieści się w Fuchū. Podlegają mu samoloty myśliwskie i szturmowe, pociski typu "ziemia-powietrze", samoloty wczesnego ostrzegania oraz radary monitorujące przestrzeń powietrzną.

## Historia

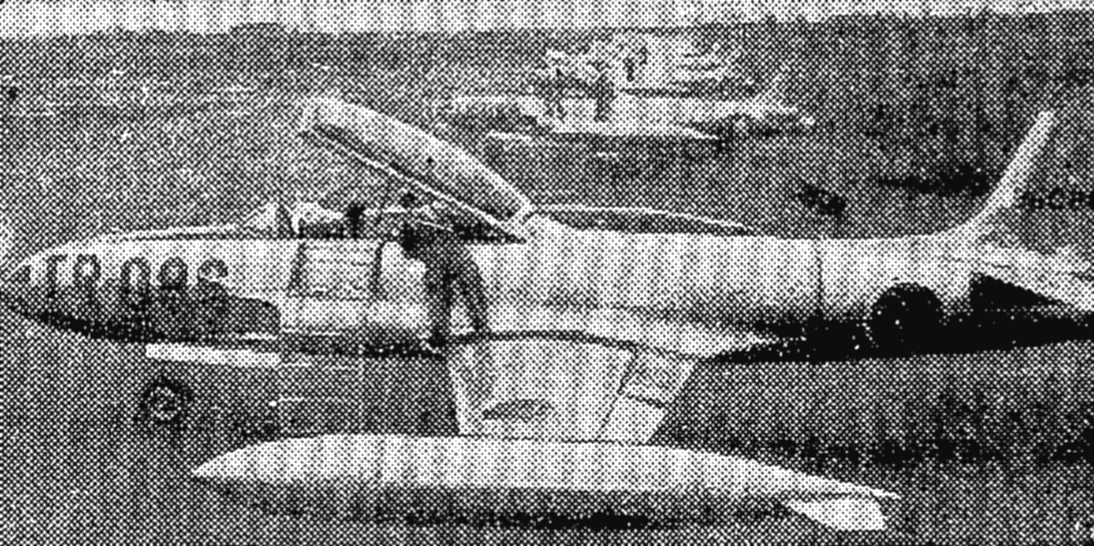
Japoński Lockheed T-33 w 1955 roku

Na początku lat 50. XX wieku amerykańskie władze okupacyjne rozpoczęły łagodzenie obostrzeń nałożonych na Japonię po II wojnie światowej. 1 sierpnia 1952 roku utworzono Hoan-chō (Narodową Agencję Bezpieczeństwa), a istniejąca od 15 października 1950 roku Keisatsu-yobitai (Korpus Rezerwy Policyjnej, ang. Japan Police Reserve Corps lub National Police Reserve) przekształcono w Hoan-tai (Narodowe Siły Bezpieczeństwa). W tym samym czasie rozpoczęto przy pomocy armii amerykańskiej tworzenie szkoły lotniczej (kōkū-gakkō). Pierwszymi maszynami, jakie znalazły się na wyposażeniu szkoły było 20 samolotów Aeronca L-3, które w styczniu 1953 roku wymieniono na 35 Stinson L-5 Sentinel. W czerwcu 1954 roku japoński parlament uchwalił ustawy o obronie kraju i siłach samoobrony. Na ich podstawie 1 lipca Narodowa Agencja Bezpieczeństwa została przekształcona w Agencję Obrony (Bōei-chō). Tego samego dnia powołano do życia Jiei-tai (Siły Samoobrony), złożone z trzech komponentów:
- lądowego (rikujō)
- morskiego (kaijō)
- lotniczego (kōkū)

Tym samym 1 lipca 1954 roku stał się oficjalnym dniem utworzenia Japońskich Powietrznych Sił Samoobrony. Od chwili utworzenia ich głównymi zadaniami pozostaje: ochrona niepodległości i bezpieczeństwa kraju, zapewnienie stabilizacji i pokoju w regionie, obrona kraju przed bezpośrednią lub pośrednią agresją. W razie potrzeby także utrzymywanie porządku publicznego, przeciwdziałanie skutkom klęsk żywiołowych i katastrof oraz udział w misjach pokojowych i humanitarnych pod egidą ONZ oraz transport najważniejszych osób w państwie. 
Początkowo Siły Powietrzne liczyły zaledwie około 6700 osób personelu i około 150 samolotów amerykańskiej produkcji – szkolnych Beechcraft T-34A Mentor, North American T-6 Texan, Lockheed T-33A oraz transportowych Curtiss C-46 Commando. Już w 1954 roku w firmie Fuji ruszyła licencyjna produkcja samolotów T-34A, w następnym w firmie Kawasaki odrzutowych T-33A, a w 1956 roku w firmie Mitsubishi myśliwców North American F-86F Sabre. 
W grudniu 1955 roku utworzono pierwszą jednostkę myśliwską. W styczniu 1958 roku oblatano prototyp odrzutowego samolotu szkolno-treningowego Fuji T-1 – pierwszego samolotu rodzimej produkcji zbudowanego w Japonii po drugiej wojnie światowej i zarazem pierwszego z napędem odrzutowym, który doczekał się seryjnej produkcji. Druga połowa lat 50. XX wieku upłynęła na tworzeniu zrębów organizacji, zaplecza szkoleniowego i technicznego oraz rozbudowie infrastruktury. Do końca dekady Japończycy otrzymali także wyposażone w radar myśliwce przechwytujące F-86D i śmigłowce Sikorsky H-19C. 
Na początku lat 60. XX wieku podjęto licencyjną produkcję w zakładach Mitsubishi i wdrożenie do służby naddźwiękowych myśliwców Lockheed F-104J Starfighter. Pierwsza jednostka wyposażona w te samoloty powstała w marcu 1963 roku. W kolejnych latach rozpoczęto tworzenie sieci dozoru powietrznego i systemu wczesnego ostrzegania., rozbudowywano bazy lotnicze i tworzono nowe jednostki. Zakupiono śmigłowce Sikorsky S62-J i Boeing-Vertol 107/CH-46 (te drugie produkowane na licencji w firmie Kawasaki).
W latach 70. XX wieku podjęto produkcję seryjną kilku typów samolotów skontrowanych w Japonii: treningowych Mitsubishi T-2, szkolnych Fuji T-3, uderzeniowych Mitsubishi F-1 i transportowych Kawasaki C-1. W Stanach Zjednoczonych zakupiono licencję na produkcję myśliwców McDonnell Douglas F-4E Phantom II. W listopadzie 1978 roku przeprowadzono pierwsze wspólne japońsko-amerykańskie ćwiczenia lotnicze. 
W kolejnej dekadzie kupiono licencję produkcyjną myśliwców przechwytujących McDonnel Douglas F-15J/DJ Eagle i ciężkich śmigłowców transportowych Boeing CH-47J Chinook. Zakupiono również samoloty wczesnego ostrzegania Grumman E-2C Hawkeye i zestawy kierowanych pocisków przeciwlotniczych MIM-104 Patriot. W latach 90 XX wieku rozpoczęto produkcję odrzutowych samolotów szkolno-treningowych Kawasaki T-4 i myśliwców Mitsubishi F-2 oraz licencyjnych śmigłowców Sikorsky UH-60J Black Hawk. Wśród nowych nabytków znalazły się samoloty wczesnego ostrzegania i kontroli sytuacji powietrznej Boeing E-767 i wielozadaniowe BAe 125-800 i Gulfstream IV oraz szkolno-treningowe Beechcraft 400T. W marcu 1994 roku w po raz pierwszy przyjęto w szeregi personelu kobiety. W listopadzie 1998 roku Japońskie Powietrzne Siły Samoobrony po raz pierwszy uczestniczyły we wspólnych ćwiczeniach Morskich Sił Samoobrony z Marynarką Wojenną Rosji w zakresie zadań poszukiwawczo-ratunkowych. W tym samym miesiącu po raz pierwszy odbyły się wspólne ćwiczenia wszystkich rodzajów japońskich sił samoobrony. 
Na początku XXI wieku do służby weszły samoloty szkolne Fuji T-7 oraz zakupione w USA latające zbiornikowce Boeing KC-767J. 9 stycznia 2007 roku Agencję Obrony podniesiono do rangi Ministerstwa Obrony (Bōei-shō). 
W marcu 2011 roku Japońskie Powietrzne Siły Samoobrony poniosły straty w wyniku tsunami. Najmocniej ucierpiała baza Matsushima w prefekturze Miyagi. Fala powodziowa dokonała poważnych zniszczeń infrastruktury bazy. 
Od listopada 2011 roku kontyngent składający się z sześciu samolotów transportowych C-130H, dwa latające zbiornikowce KC-767J i Boeing 747-400, bierze udział rotacyjnie w misji humanitarnej w Sudanie Południowym pod patronatem ONZ. W styczniu 2013 roku po atakach przeprowadzonych w Algierii przez islamskich bojowników, Boeing 747-400 ewakuował z tego kraju japońskich obywateli. W marcu 2014 roku dwa samoloty C-130H wzięły udział w międzynarodowej operacji poszukiwania szczątków zaginionego malezyjskiego Boeinga 777 (Lot MH370). W listopadzie 2015 roku zniesiono ograniczenia dotyczące służby wojskowej kobiet – odtąd mogą one być także pilotami myśliwców. 
W służbie jest około 50 tysięcy osób, w tym 47 tysięcy wojskowych i 3200 cywilnych pracowników administracyjnych. Sprzęt składa się niemal z 800 samolotów i śmigłowców różnego typu i przeznaczenia, rozlokowanych w 18 bazach lotniczych na terenie Wysp Japońskich i jednej na Okinawie. W tej liczbie jest około 280 samolotów bojowych. Po zakończeniu zimnej wojny jako źródła zagrożenia dla bezpieczeństwa kraju określa się działania Korei Północnej zmierzające do budowy rakiet balistycznych z głowicami atomowymi oraz rozbudowę potencjału militarnego Chin. Do tego dochodzą wciąż nierozwiązane spory terytorialne: z Rosją o południowe Kuryle, z Koreą Południową o wyspy Takeshima, z Chinami o wyspy Senkaku.

## Organizacja

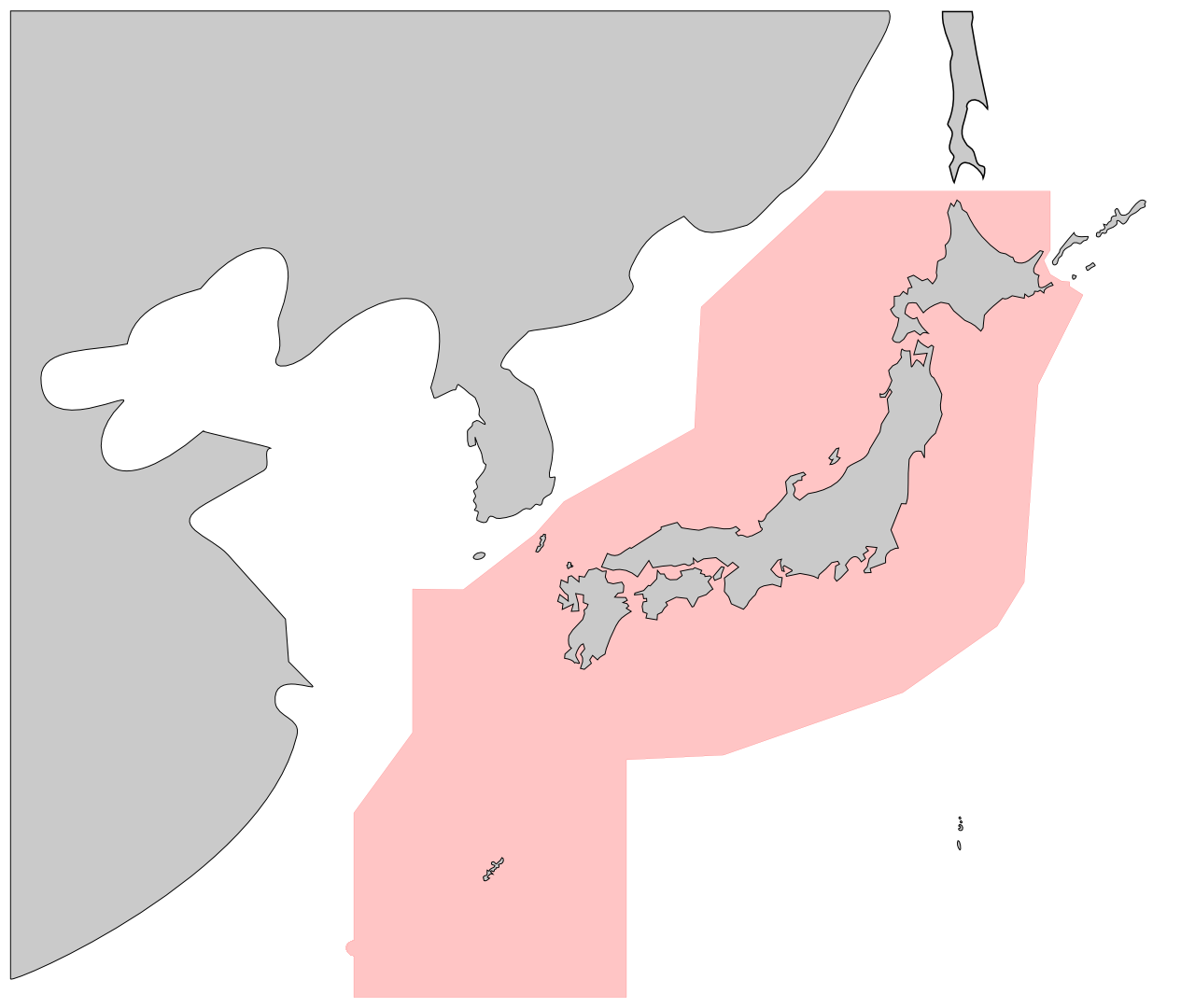
Zasięg odpowiedzialności Japońskich Powietrznych Sił Samoobrony

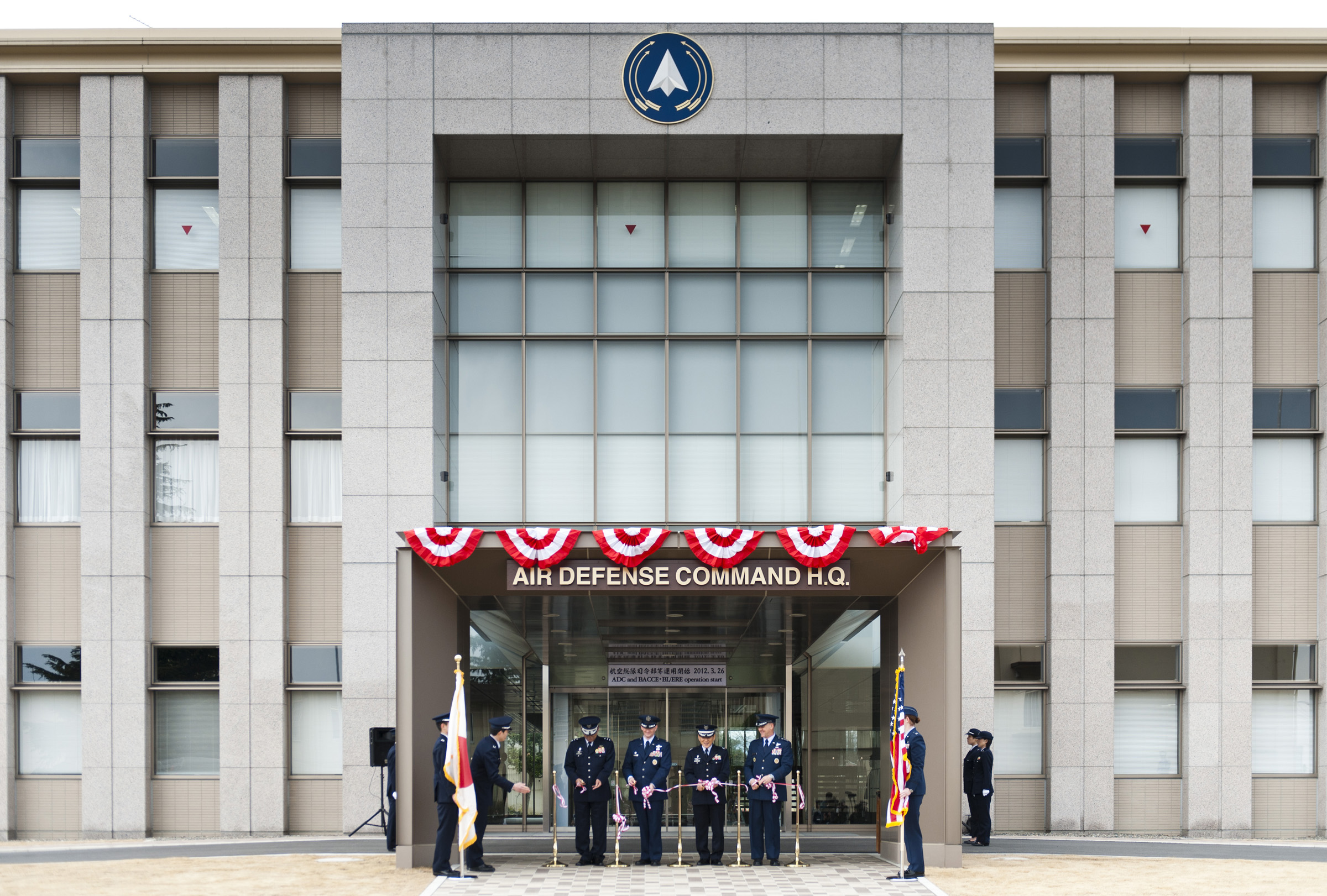
Otwarcie nowej kwatery głównej Japońskich Powietrznych Sił Samoobrony przez oficerów japońskich i amerykańskich, 2012 rok

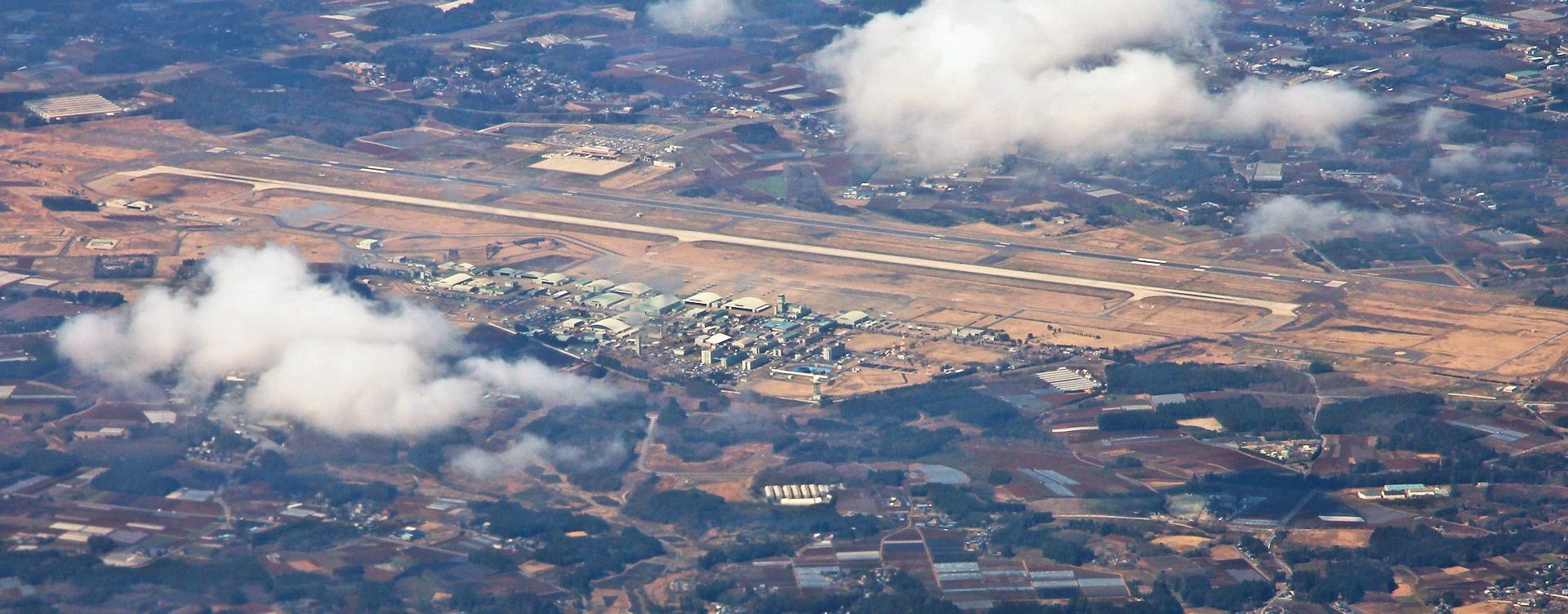
Baza lotnicza Hyakuri

Organem zarządzającym od chwili utworzenia jest Biuro Sztabu Lotnictwa. Od maja 2000 roku jego siedziba znajduje się w Ichigaya, w tokijskiej dzielnicy Shinjuku. Pierwszym szefem Sztabu Lotnictwa został generał Kentarō Uemura, który pełnił tę funkcję od 3 lipca 1956 do 22 sierpnia 2013 roku, kiedy funkcję tę przejął czterogwiazdkowy generał Harukazu Saitō. Podlega on bezpośrednio ministrowi obrony, który sprawuje kontrolę cywilną.
Biuro Sztabu Lotnictwa odpowiada za sprawy personalne, szkoleniowe i techniczne. Składa się z pięciu wydziałów: szkolenia personelu, obrony, wsparcia operacyjnego i wywiadu oraz planowania wyposażenia oraz trzech stanowisk samodzielnych: generalnego inspektora nadzoru, głównego inspektora do spraw prawnych i głównego inspektora do spraw zdrowia. Szefowie sztabów wszystkich rodzajów samoobrony wchodzą w skład utworzonego w marcu 2006 roku Biura Połączonego Sztabu, pełniącego funkcje dowództwa operacyjnego, także podlegającego ministrowi obrony. 
Japońskie Powietrzne Siły Samoobrony podzielone są na pięć głównych dowództw oraz kilka samodzielnych jednostek organizacyjnych. Największym i najbardziej rozbudowanym dowództwem jest Dowództwo Obrony Powietrznej, grupującej jednostki myśliwskie, rozpoznawcze, zwiadu elektronicznego, wczesnego ostrzegania i ratownicze. Transportem lotniczym, służbami meteorologicznymi i obsługi technicznej oraz nadzorem ruchu lotniczego zarządza Dowództwo Wsparcia Lotniczego. Jednostki szkolne oraz podoficerskie i techniczne szkoły lotnicze podlegają Dowództwu Szkolenia Lotniczego. Dowództwo Badań i Rozwoju Lotnictwa zajmuje się testowaniem uzbrojenia lotniczego, próbami w locie nowych samolotów i elementów ich wyposażenia, medycyną lotniczą i innymi badaniami. Kwatera Główna Dowództwa Zaplecza Lotniczego odpowiada za kwestie logistyki, w tym zakupy, magazynowanie i dystrybucja paliwa, uzbrojenia, części zamiennych i innego sprzętu niezbędnego do funkcjonowania.
Spośród pozostałych samodzielnych jednostek organizacyjnych do najważniejszych należą: Skrzydło Łączności i Systemów Lotniczych, Grupa Żandarmerii Lotniczej, Grupa Zabezpieczenia Lotnictwa, Centralna Grupa Baz Lotniczych, Centralna Orkiestra Lotnicza, Akademia Lotniczych Sił Samoobrony i Muzeum Lotniczych Sił Samoobrony. 
Flota powietrzna podzielona jest na:
- Północne Siły Obrony Powietrznej, główne bazy: Misawa i Aomori;
- Zachodnie Siły Obrony Powietrznej, główne bazy: Kasuga i Fukuoka;
- Centralne Siły Obrony Powietrznej, główne bazy: Iruma i Saitama);
- Południowo-zachodnie Siły Obrony Powietrznej, główne bazy: Naha i Okinawa.

- Minister Obrony
  - Dowódca Sił Powietrznych
    - Naczelne Dowództwo Sił Powietrznych: Fuchū, Tokio
      - Północne Siły Obrony: Misawa, Aomori
        - 2. Skrzydło Powietrzne (Baza Lotnicza Chitose: 201SQ=F-15 203SQ=F-15)
        - 3. Skrzydło Powietrzne (Misawa: 3SQ=F-2 8SQ=F-4EJ)
        - Północna Baza Ostrzegawczo-Kontrolna
        - 3. Grupa Obrony Rakietowej
        - 6. Grupa Obrony Rakietowej

      - Centralne Siły Obronne: Iruma, Saitama
        - 6. Skrzydło Powietrzne (Baza Lotnicza Komatsu: 303SQ=F-15 306SQ=F-15)
        - 7. Skrzydło Powietrzne (Baza Lotnicza Hyakuri: 204SQ=F-15 305SQ=F-15)
        - Centralna Baza Ostrzegawczo-Kontrolna
        - 1. Grupa Obrony Rakietowej
        - 4. Grupa Obrony Rakietowej
        - Iwo Jima Grupowa Baza Powietrzna

      - Zachodnie Siły Obronne: Kasuga, Fukuoka
        - 5. Skrzydło Powietrzne (Baza Lotnicza Nyutabaru: 301SQ=F-4EJ)
        - 8. Skrzydło Powietrzne (Baza Lotnicza Tsuiki: 304SQ=F-15 6SQ=F-2)
        - Zachodnia Baza Ostrzegawczo-Kontrolna
        - 2. Grupa Obrony Rakietowej

      - Południowo-Zachodnie Siły Powietrzne: Naha, Okinawa
        - 83. Skrzydło Powietrzne (Baza Lotnicza Naha: 302SQ=F-4EJ)
        - Południowo-zachodnia Baza Ostrzegawczo-Kontrolna
        - 5. Grupa Obrony Rakietowej

      - Grupa Szybkiego Reagowania: Misawa (E-2C) Hamamatsu (E-767)
      - Taktyczna Grupa Zwiadowcza: Hyakuri (RF-4E,RF-4EJ)
      - Taktyczna Grupa Treningu Powietrznego: Nyutabaru (F-15)
      - Taktyczna Grupa Treningu Obronnego: Hamamatsu, Chitose
      - Komendantura Powietrznych Lotów (Iruma: U-4, YS-11EA, YS-11EB, T-4, EC-1)

    - Dowództwo Wspomagania Powietrznego: Fuchū, Tokio
      - Skrzydło Ratownicze (UH-60J, U-125A, CH-47J, V-107)
      - 1. Skrzydło Taktyczne (Baza Lotnicza Komaki: 401SQ=C-130H 404SQ=KC-767J (od 2007))
      - 2. Skrzydło Taktyczne (Baza Lotnicza Iruma: 402SQ=C-1, U-4)
      - 3. Skrzydło Taktyczne (Baza Lotnicza Miho: 403SQ=C-1, YS-11NT/P)
      - Grupa Nadzoru Ruchu
      - Grupa Przewidywania Pogody
      - Eskadra Posiłkowa (Baza Lotnicza Iruma: U-125, YS-11FC)
      - Specjalna Grupa Transportu (Baza Lotnicza Chitose: B747-400)

    - Dowództwo Treningowe: Hamamatsu, Shizuoka
      - 1. Skrzydło Powietrzne (Baza Lotnicza Hamamatsu: 31SQ=T-4 32SQ=T-4)
      - 4. Skrzydło Powietrzne (Baza Lotnicza Matsushima: 21SQ=F-2 11SQ=T-4Burū Inparusu)
      - 11. Skrzydło Treningowe (Baza Lotnicza Shizuhama: 1SQ=T-3, T-7 2SQ=T-3,T-7)
      - 12. Skrzydło Treningowe (Baza Lotnicza Hofu kita: 1SQ=T-7 2SQ=T-7)
      - 13. Skrzydło Treningowe (Baza Lotnicza Ashiya: 1SQ=T-4 2SQ=T-4)
      - Skrzydło Prostego Lotniczego Treningu
      - Eskadra Treningu Lotniczego (Baza Lotnicza Nyutabaru: F-15, T-4)
      - Baza Treningu Ratowniczego
      - Lotnicza Szkoła oficerska
      - 1.,2.,3.,4. i 5. Szkoły Techniczne

    - Dowództwo Testowe: Iruma, Saitama
      - Dowództwo Koordynacji (Gifu: F-15, F-2 C-1FTB, F-4EJ-kai T-3 T-4)
      - Baza Nadzoru Elektronicznego
      - Laboratorium Medyczne

    - Dowództwo Nadzoru Produkcyjnego: Jujō, Tokio
      - 1., 2., 3. i 4. Bazy Zaopatrzeniowe

    - College Lotniczy
    - Skrzydło Komunikacji
    - Skrzydło Naprawcze
    - Centralna Grupa Baz Powietrznych
    - Inne

## Stopnie wojskowe
| Grafika                      | Nazwa japońska       | Odpowiednik amerykański | Odpowiednik polski            |
| Shōkan (generałowie)         | Shōkan (generałowie) | Shōkan (generałowie)    | Shōkan (generałowie)          |
| ---------------------------- | -------------------- | ----------------------- | ----------------------------- |
|                              | kūshō                | General                 | generał                       |
|                              | sora shō ho          | Lieutenant General      | generał broni/generał dywizji |
|                              | kūshōho              | Major General           | generał brygady               |
| Sakan (oficerowie starsi)    |                      |                         |                               |
|                              | ittō kūsa            | Colonel                 | pułkownik                     |
|                              | nitō kūsa            | Lieutenant Colonel      | podpułkownik                  |
|                              | santō kūsa           | Major                   | major                         |
| Ikan (oficerowie młodsi)     |                      |                         |                               |
|                              | ittō kūi             | Capitan                 | kapitan                       |
|                              | nitō kūi             | First Lieutenant        | porucznik                     |
|                              | santō kūi            | Second Lieutenant       | podporucznik                  |
| Jun'i (starsi podoficerowie) |                      |                         |                               |
|                              | junkūi               | Warrant Officer         | chorąży                       |
| Sō (młodsi podoficerowie)    |                      |                         |                               |
|                              | kūsōchō              | Chief Master Sergeant   | starszy sierżant              |
|                              | ittō kūsō            | Master Sergeant         | sierżant                      |
|                              | nitō kūsō            | Technical Sergeant      | starszy kapral                |
|                              | santō kūsō           | Staff Sergeant          | kapral                        |
| Shi (szeregowi)              |                      |                         |                               |
|                              | kūshichō             | Airman 1st class        | brak odpowiednika             |
|                              | ittō kūshi           | Airman 2nd class        | starszy szeregowy             |
|                              | nitō kūshi           | Airman 3rd class        | szeregowy                     |

## Numery ewidencyjne

Oznaczenia samolotów Japońskich Powietrznych Sił Samoobrony w pełnych barwach

Oznaczenia samolotów Japońskich Powietrznych Sił Samoobrony w barwach zgaszonych

Samoloty i śmigłowce oznaczane są sześciocyfrowymi numerami ewidencyjnymi w postaci XY-ZABC, malowanymi po obu stronach usterzenia pionowego samolotów lub kadłuba śmigłowców. Ostatnie trzy cyfry (AAA) powtarzane są po obu stronach przedniej części kadłuba. Pierwsza cyfra numeru (X) to ostatnia cyfra roku, w którym przyjęto do służby dany egzemplarz samolotu lub śmigłowca. W przypadku opóźnienia terminu dostarczenia, cyfra ta ulega zmianie. Kolejna cyfra numeru (Z) oznacza rodzaj (konfigurację) samolotu lub śmigłowca według następującego klucza:
- 0 - samoloty szkolne z silnikami tłokowymi (obecnie nieużywana)
- 1 - samoloty transportowe
- 2 - nie używana
- 3 - inne samoloty
- 4 - śmigłowce
- 5 - turbośmigłowe i odrzutowe samoloty szkolne
- 6 - samoloty rozpoznawcze
- 7 - dzienne samoloty myśliwskie (obecnie nie używana)
- 8 - myśliwce wielozadaniowe z radarem
- 9 - nie używana

Z kolei trzy ostatnie cyfry (ABC) tworzą numer indywidualny danego samolotu lub śmigłowca. 

## Wyposażenie
Najliczniejszą i najważniejszą grupę samolotów stanowią myśliwce. Podstawowym myśliwcem obrony powietrznej jest F-15J. Japonia jest największym użytkownikiem samolotów tego typu po Stanach Zjednoczonych. Proces modernizacji stopniowo do standardu F-15J kai, obejmujący instalację zintegrowanego systemu walki elektronicznej i łącza wymiany danych z funkcją obrazowania sytuacji taktycznej oraz unowocześnienie oprogramowania radaru i komputera misji. W marcu 2013 roku piloci rozpoczęli testowanie gogli noktowizyjnych. Trwają pracę nad zintegrowaniem nowych wersji kierowanych pocisków rakietowych powietrze-powietrze krótkiego zasięgu AAM-5B i średniego zasięgu AAM-4B.
Flotę F-15J/DJ uzupełniają myśliwce Mitsubishi F-2. Od kilku lat również prowadzona jest ich stopniowa modernizacja mająca na celu zwiększenie ich możliwości bojowych. Obejmuje ona wymianę radaru, instalację cyfrowego systemu łączności oraz przystosowanie samolotów do przenoszenia pocisków rakietowych powietrze-powietrze średniego zasięgu AAM-4B i bomb JDAM naprowadzanych systemem GPS. Na budżet 2020 roku zaplanowano początek wprowadzania do uzbrojenia myśliwców F-2 najnowszych przeciw okrętowych pocisków rakietowych ASM-3 o zasięgu około 150 kilometrów. Podczas tsunami w marcu 2011 roku uszkodzenia odniosło 18 samolotów. Początkowo tylko sześć maszyn uznano za nadające się do remontu, ale w roku budżetowym 2013 zdecydowano się na remont kolejnych siedmiu. Samoloty mają powrócić do służby odpowiednio do końca 2016 i 2018 roku. Tym samym pięć egzemplarzy zostanie ostatecznie spisanych ze stanu. 
Sześćdziesiąt wysłużonych myśliwców F-4EJ zostanie około 2021 roku zastąpionych przez wielozadaniowe samoloty bojowe Lockheed Martin F-35A Lightning II. Decyzję o zakupie podjęto w grudniu 2011 roku. Pierwsze cztery maszyny będą wyprodukowane w Stanach Zjednoczonych, a pozostałe w zakładach Mitsubishi. Decyzja w sprawie japońskiego udziału przemysłu zapadła w marcu 2013 roku. Pierwsze F-35A mają zostać dostarczone w roku finansowym 2017, a dostawy mają trwać do 2023 roku. Do tej pory 16 egzemplarzy F-35A, a kolejne sześć ma być zamówionych w budżecie na 2016 roku. 
Wysokie zainteresowanie zakupem myśliwców piątej generacji Lockheed Martin F-22A Raptor, które miały zastąpić F-15J. Japoński rząd zadeklarował gotowość pokrycia części kosztów przywrócenia linii montażowej F-22A, gdyby amerykańska administracja wyraziła zgodę na eksport tych samolotów. Z racji braku efektów podjęto pracę nad własnym myśliwcem. Pierwszym krokiem było skonstruowanie ATD-X. Planowany jest zakup czterech dodatkowych samolotów wczesnego ostrzegania Northrop Grumman E-2D Advanced Hawkeye, które uzupełnią 13 posiadanych obecnie E-2C. Pierwszy egzemplarz E-2D zamówiono w roku budżetowym 2015, a drugi 2016. Ponadto wszystkie cztery samoloty wczesnego ostrzegania i kontroli sytuacji powietrznej E-767 zostaną zmodernizowane przez instalację nowego oprogramowania. Aby uzupełnić flotę samolotów tankujących planowany jest zakup trzech nowych samolotów.  
Podstawę transportu stanowią odrzutowe samoloty transportowe Kawasaki C-1. W tym jeden służący jako latająca hamownia dla nowych silników. Od kilku lat trwają próby w locie nowego samolotu Kawasaki XC-2. Od roku budżetowego 2011 złożono zamówienia na osiem seryjnych samolotów C-2. Na rok budżetowy 2016 planowany jest zakup kolejnego aby docelowo osiągnąć ilość 30 sztuk C-2 co pozwoli wycofać C-1. W 2014 roku wycofano ze służby jeden samolot YS-11P. Planowany na rok budżetowy 2018 jest wycofanie Boeingów 747-400 używanych do przewozu VIP-ów i ich zastąpienie samolotami Boeing 777-300ER.  
Amerykański Departament Stanu potwierdził możliwość sprzedaży do Japonii 3 bezzałogowych powietrznych rozpoznania strategicznego Northrop Grumman RQ-4 Global Hawk Block 30. W pakiecie szacowanym na 1,2 mld USD znajduje się również 16 systemów nawigacyjnych oraz 3 zestawy czujników EISS (Enhanced Integrated Sensor Suite), w skład których wchodzą: radar SAR, wskaźnik ruchomych celów naziemnych GMTI oraz głowica rejestrująca cyfrowy obraz w paśmie widzialnym i zakresie podczerwieni. Japońskie Siły Samoobrony przedłożyły Global Hawki nad oferowany przez General Atomics bsl MQ-9 Guardian ER.
| Samoloty             | Samoloty                          | Samoloty           | Samoloty | Samoloty                      |
| Zdjęcie              | Nazwa                             | Wersja             | Ilość    | Uwagi                         |
| Myśliwce             | Myśliwce                          | Myśliwce           | Myśliwce | Myśliwce                      |
| -------------------- | --------------------------------- | ------------------ | -------- | ----------------------------- |
|                      | Mitsubishi F-15                   | F-15JF-15DJ        | 15142    | F-15DJ – wariant dwumiejscowy |
|                      | Mitsubishi F-2                    | F-2AF-2B           | 6219     | F-2B – wariant dwumiejscowy   |
|                      | Lockheed Martin F-35 Lightning II |                    | 10       |                               |
| AWACS                |                                   |                    |          |                               |
|                      | Grumman E-2 Hawkeye               | E-2C               | 13       |                               |
|                      | Boeing E-767                      | E-757              | 4        |                               |
| Walki elektronicznej |                                   |                    |          |                               |
|                      | Kawasaki C-1                      | C-1 ECM            | 1        |                               |
|                      | NAMC YS-11                        | YS-11EB            | 4        |                               |
| Tankowce             |                                   |                    |          |                               |
|                      | Boeing KC-767                     |                    | 4        |                               |
|                      | Lockheed KC-130H Hercules         |                    | 1        |                               |
| Transportowe         |                                   |                    |          |                               |
|                      | Beechcraft King Air               | Beech King Air C90 | 5        |                               |
|                      | Boeing 747                        | Boeing 747-47C     | 2        | VIP                           |
|                      | Gulfstream IV                     |                    | 5        | VIP                           |
|                      | Kawasaki C-1                      | C-1A               | 26       |                               |
|                      | Kawasaki C-2                      |                    | 2        |                               |
|                      | Lockheed C-130 Hercules           | H                  | 15       |                               |
|                      | NAMC YS-11                        |                    | 4        |                               |
| Poszukiwawcze        |                                   |                    |          |                               |
|                      | Raytheon U-125                    | A                  | 27       |                               |
| Kartograficzne       |                                   |                    |          |                               |
|                      | Raytheon U-125                    |                    | 3        |                               |
|                      | NAMC YS-11                        |                    | 3        |                               |
| Szkolno-treningowe   |                                   |                    |          |                               |
|                      | Fuji T-3                          |                    | 50       |                               |
|                      | Fuji T-7                          |                    | 48       |                               |
|                      | Kawasaki T-4                      |                    | 203      |                               |
|                      | Raytheon Hawker T-400             |                    | 13       |                               |
|                      | NAMC YS-11                        |                    | 3        |                               |
| Śmigłowce            |                                   |                    |          |                               |
|                      | Mitsubishi UH-60                  | J                  | 41       |                               |
|                      | Kawasaki CH-47                    | J                  | 19       | SAR                           |

### Lotnictwo Wojsk Lądowych
Podstawowym uzbrojeniem przeciwlotniczym są baterie MIM-104 Patriot (PAC-2 i PAC-3), które zastąpiły rakiety Nike J.